# Cabo Purekkari
El cabo Purekkari (en estonio: Purekkari neem) es un cabo en Estonia que marca el extremo norte continental de dicho país. Se encuentra en el extremo de la península Pärispea que posee 1,5 km de largo, y está cubierto de rocas y cantos rodados. Integra el parque nacional Lahemaa. Hay un pequeño islote en el extremo del cabo, que se puede llegar cuando la marea está baja.